# L'Arme (nouvelle)
Cet article concerne la nouvelle de Fredric Brown. Pour nouvelle de Robert Sheckley, voir L'Arme absolue.
Pour les articles homonymes, voir Arme (homonymie).
L'Arme est une nouvelle de science-fiction écrite par Fredric Brown et publiée en 1951. Son titre original est The Weapon.
Elle fait partie du recueil Lune de miel en enfer.

## Résumé
M. Niemand se présente chez James Graham. Ce dernier s'apprête à coucher son jeune fils déficient mental.
Puis Niemand et Graham discutent : Niemand est venu le voir pour lui dire qu'il sait que Graham a créé une invention terrifiante, une véritable « Arme totale », et que l'humanité n'est pas encore assez « mûre » pour l'utiliser. Selon lui, cette invention pourrait causer l'extinction de l'humanité. Graham répond qu'il est un scientifique et que rien ne peut arrêter l'avancée de la science. Niemand demande l'autorisation de saluer le jeune fils de son hôte, puis remercie ce dernier de l'avoir écouté, et avant de partir, lui dit qu'il a donné à l'enfant un petit cadeau.
Plus tard, Graham va voir son fils pour le coucher. Il découvre avec stupéfaction le « cadeau » de Niemand : une arme de poing chargée. La première réflexion de Graham est de se dire : « Seul un fou peut donner un pistolet chargé à un idiot. »

## Autour de la nouvelle
Publiée six ans après la fin de la Seconde Guerre mondiale, la nouvelle fait évidemment référence à la construction des bombes atomiques et à l'utilisation du nucléaire par l'homme.